# 本部朝基

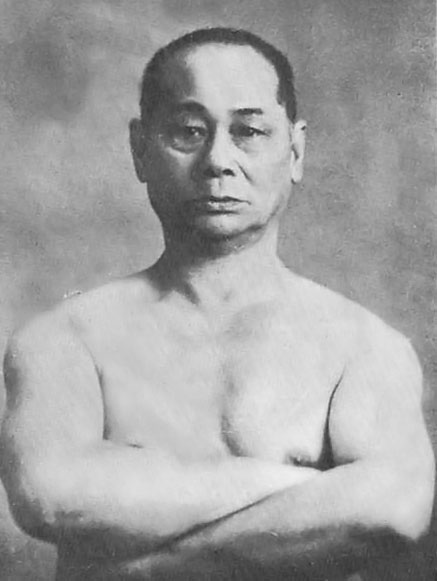
本部朝基

本部 朝基（もとぶ ちょうき、1870年5月5日（明治3年4月5日） - 1944年4月15日）は、沖縄県出身の空手家（琉球唐手）。
「琉球の名門本部家に生まれ、唐手の戦闘術、すなわち実践の強勇に至っては、郷里に誰も知らない人はいない大剛者」（『キング』大正14年9月号）と評されたように、20代の頃から伝説的な強さを誇り、戦前「最強空手家」と称えられた空手の大家であり、日本傳流兵法本部拳法（本部流）の開祖でもある。

## 来歴

### 生い立ち
本部朝基は、明治3年4月5日(1870年)、本部御殿の当主・本部按司朝真の三男として、首里赤平村（現・那覇市首里赤平町）に生まれた。童名は「真三良（三郎）」、あだ名は、その身軽さから「本部御殿の猿御前（サーラーウメー）」、「本部の猿（サールー）」などと呼ばれた。御殿とは王族が住む邸宅のことで、同時に王族の尊称でもあった。本部御殿は尚質王（1629年 - 1668年）の第六王子、唐名・尚弘信、本部王子朝平（1655年 - 1687年）を元祖とする琉球王族であり、国王家の分家として、日本の宮家に相当する地位にあった。また、本部御殿は、代々本部間切（現・本部町）を領する大名であり、琉球王国最大の名家の一つであった。　

### 沖縄時代

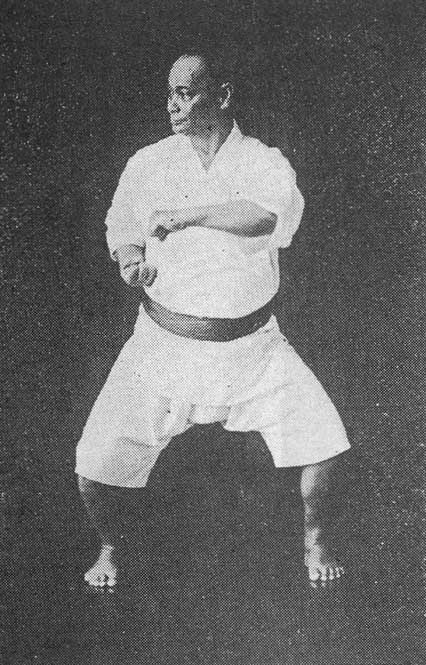
ナイファンチを演じる本部朝基

本部朝基は幼い頃から武を好み、数えで12歳（満11歳）の時より、首里手の大家・糸洲安恒を唐手の家庭教師として招き、長兄・本部朝勇とともに師事した。糸洲に師事した期間は7、8年だったと言われる。成長するにつれて、首里手の大家・松村宗棍や佐久間親雲上らにも師事した。また、泊手の大家・松茂良興作にも師事して、特に組手を教わった。朝基は「武これ我、我これ武」というほど唐手の稽古に打ち込み、上記の諸大家以外にもおよそ名のある武人はすべて訪ねて教えを乞い、実際に立ち会い、唐手研究に没頭した。
朝基は唐手の稽古だけでは飽きたらず、当時の遊郭・辻町に出かけ、数々の掛け試し（一種の野試合）を行い、負けることを知らなかったと言われる。型稽古を中心とする当時の唐手家の中では異色の存在で、一部の唐手家達からは顰蹙（ひんしゅく）もかったが、24, 5歳の頃にはその武名は3歳の童子すら知らない者はないと言われるほどになった。掛け試しの実践などの異端性にもかかわらず、朝基が多くの大家に師事できたのは、旧王族という出自が関係していた言われる。廃藩置県後も、沖縄県では独立・帰属問題を巡って開化党（改革派）と頑固党（保守派）が対立し、旧支配階層の一部には、清国へ亡命して独立支援を訴えるなど不穏な動きがあった。このため、明治政府は旧支配階層を優遇する旧慣温存策を実施した。これによって、明治末期まで封建的雰囲気が続いたといわれる。朝基が諸大家に師事できたのには、こうした当時の時代背景があった。
実戦を通じて組手の技を磨く一方で、朝基は同じ松村・糸洲門下で親友の屋部憲通と、長年、組手研究を行っていた。何百という掛け試しの経験と、長年にわたる屋部との組手研究の成果は、後年、朝基の著書にその結晶として現れることになる。

### 本土時代

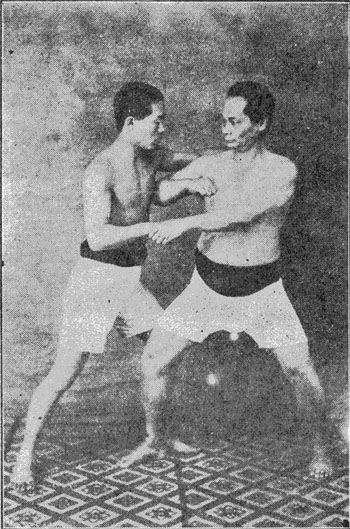
本部朝基と山田辰雄による朝基十二本組手（大正15）

大正10年（1921年）頃、朝基は手がけた事業の失敗もあり、出稼ぎのため上阪することになる。大正11年（1922年）11月、たまたま遊びに出かけていた京都で、ボクシング対柔道の興行試合を目にして飛び入りで参戦し、相手の外国人ボクサーを一撃のもとに倒す。当時52歳であった。この試合の模様が、日本出版史上、初めて百万部を突破したといわれる国民的雑誌『キング 大正14年9月号』（大日本雄辯會講談社）に掲載されると、本部朝基の武名と沖縄県発祥の武術・唐手の存在は、一躍全国に知られることになった。
大正12年（1923年）には、兵庫県の御影師範学校（現・神戸大学）や御影警察署において、唐手試演を行った。またこの頃、大阪市に唐手術普及会を結成した。この会には、山田辰雄（日本拳法空手道）らが入門している。大正15年（1926年）には、空手史上初となる組手に関する著書『沖繩拳法　唐手術 組手編』を出版した。この書で発表された12本の約束組手、いわゆる朝基十二本組手は、現存する最古の約束組手のシリーズであり、空手の組手は文献上これ以上遡ることはできない、貴重なものである。
昭和2年（1927年）、朝基は上京して唐手の指導に当たるようになった。東京では、船越義珍の門弟でもあった小西康裕（後に神道自然流を開く）が中心となり、本部朝基後援会が結成された。朝基は東洋大学の唐手部初代師範や鉄道省の唐手師範などを務めた。昭和4年（1929年）には、同じく船越門下の大塚博紀（後に和道流を開く）が朝基のもとを訪れ、師事している。大塚は後年、「ともかく本部さんは文句なく強い人という印象です」と述懐した。また、この頃、東京小石川原町（現・文京区白山）に空手道場「大道館」を設立した。ここには長嶺将真（松林流）も訪れて、朝基に師事している。

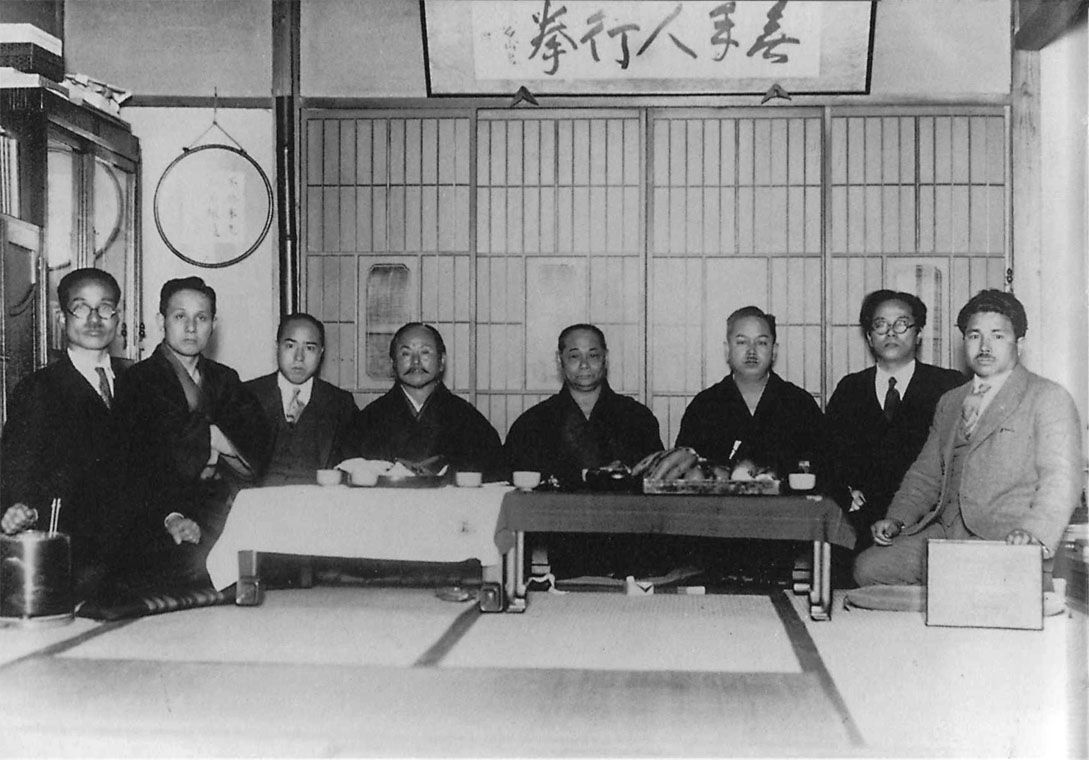
本土で活躍する空手の大家達との一枚。本部朝基（中央）、船越義珍（左隣）、摩文仁賢和（右隣）。他、大塚博紀、遠山寛賢など。東京、1930年代。

昭和7年（1932年）、朝基は二冊目の著書『私の唐手術』を出版した。この書は、戦前少部数刷られ、戦後長らく行方不明であったが、近年発見されて復刻された。朝基が得意としたナイファンチの全挙動写真とその分解が掲載されており、近年のナイファンチ再評価につながった。
またこの頃、東洋フェザー級チャンピオンだった不世出のボクサー・ピストン堀口が大道館を訪れた。朝基は堀口に「遠慮無く掛かってきなさい」と言うと、ドテラを着たまま、堀口のパンチをすべて捌いてみせ、入身して堀口の眉間スレスレに拳を突いてみせた。堀口は「駄目だ、全然歯が立たない、参りました」と一礼して、構えを解いた。朝基はこの時六十歳を過ぎていた。
朝基はナイファンチを重視したため、この型しか知らないと揶揄されるほどであったが、実際には、ナイファンチの他にパッサイやセイサンなども教えていた。また、糸洲安恒からピンアンの原型に当たるチャンナンを教わっている。他に朝基は白熊という型も教えていた（白熊がチャンナンとの説もある）。大塚によれば、本部はどの型の用法や分解を質問しても即座に答えることができたというので、実際には、一通りの型には精通していたと思われる。

### 晩年
昭和12年（1937年）、朝基は唐手調査のため一時帰郷した。再び東京に戻ったが、昭和16年（1941年）、故郷に骨を埋めるべく帰った。そして、昭和19年（1944年）4月、数え75歳で没した。朝基は掛け試しの印象などから流布しているイメージとは違い、実際は温厚な人柄だったと言われている。「本部さんは沖縄の大名出身ですから汪洋（おうよう）でしたね。度量は大きいです」（大塚博紀）、「私は先生のような最高の師徳を備えられた師には、何の道でも、後にも先にも会ったことはない」（中田瑞彦）と、後に弟子たちは回想している。
朝基の弟子には、他に丸川謙二、中田瑞彦、高野玄十郎、東恩納寛、袖山豊作（神道自然流）、上島三之助（空真流）、宮平勝哉（小林流）、名嘉真朝増（小林流）らがいる。本部朝基の空手は、嫡男・本部朝正が宗家をつとめる本部流をはじめ、朝基ゆかりの弟子達の流派にも脈々と受け継がれている。

## 本部朝基語録
小沼保『琉球拳法空手術達人 本部朝基正伝』所収の中田瑞彦「本部朝基先生・語録」（1978年〈昭和53年〉）に収められた全38語録の内、12語録を抜粋。
1. すべては自然であり、変化である。
2. 構えは心の中にあって、外にはない。
3. 夫婦手は唐手の欠かすことの出来ない定めで、日常生活の中でも――例えば酒を注ぐとき、盃を持つとき箸を取るとき等々――拳法修業者はこの定めを守るようにし、夫婦手の定めを自ら身につけるようにしなければならない。
4. 一見しただけで、その者の当身の力がどれほどのものか、見分けるようにならねばならない。
5. 当身の力の乏しい相手の攻めはいちいち、受けなくともよい。一気に攻めるべきである。
6. 唐手は先手である。
7. ナイファンチの形の足腰の在り方が、唐手の基本である。
8. ナイファンチの形を左右、いずれかに捻ったものが実戦の足立で、ナイファンチの型は左右、いずれかに捻って考えた場合、いちいちの動作に含まれるいろいろな意味が判ってくる。
9. 受け手がすぐ攻め手に変化しなければならない。一方の手で受け、他方の手で攻めるというようなものは、真の武術ではない。さらに進めば、受けと攻めが同時に行われる技が本当の武術である。
10. 真の唐手に対しては、連続突きなどは出来ない。それは真の唐手で受けられたなら、相手の次の手は出ないからである。
11. 面白いもので、自分は座ったまま、心の中で形をやると、自然と汗をかくのである。
12. 自分の唐手には、猫足、前屈、後屈などという立ち方はない、いわゆる猫足などというものは武術の上で最も嫌う浮き足の一種で、体当たりを食えばいっぺんに吹っ飛んでしまう。前屈、後屈などというのも不自然な立ち方で、自由な脚の働き、動きを妨げる。自分の唐手の立ち方は、形の時も、組手の時も、ナイファンチのように軽く膝を落とした立ち方で、自由に運足し、攻防に際しては膝を締め腰を落とすが、前にも後ろにも体重をかけず、いつも体重は均等に両足にかける。

## 著作
- 『沖繩拳法 唐手術 組手編』唐手術普及會 大正15年
- 『私の唐手術』東京唐手普及會 昭和7年
- 『日本傳流兵法本部拳法』壮神社（復刻版）平成6年

### 空手（唐手）書
- 岩井虎伯『本部朝基と琉球カラテ』愛隆堂 2000年 ISBN 4750202479
- 小沼保『琉球拳法空手術達人 本部朝基正伝(増補 )』壮神社 2000年 ISBN 4915906426
- 仲宗根源和編『空手研究』興武館 昭和9年12月5日初版。榕樹書林（復刻版）2003年 ISBN 4947667923
- 『空手道』創造 昭和52年
- 三木二三郎・高田瑞穂『拳法概説』昭和5年1月10日初版。榕樹書林 ISBN 4947667710

### 小説
本部朝基が主人公の作品
- 新垣清『猿―小説 本部朝基物語』壮神社 2004年 ISBN 4915906817
- 今野敏『武士猿』集英社 2009年 ISBN 4087712974

本部朝基が登場する作品
- 今野敏『義珍の拳』集英社 2005年 ISBN 4087747557